# Laura Tesoro
Laura Tesoro, belgijska pevka in igralka, * 19. avgust 1996, Antwerpen, Belgija
Tesoro je zastopala Belgijo na Evroviziji 2016 zastopala s pesmijo »What's the Pressure«. Tesoro je znana tudi po uprizoritvi Charlotte v flamski žajfnici Familie in po uvrstitvi na drugo mesto tretje sezone The Voice van Vlaanderen. Tesoro je bila tudi ena od štirih trenerjev pri The Voice Kids.

## Življenje

### 1996–2014: Zgodnji začetki življenja in kariere
Laura Tesoro se je rodila 19. avgusta 1996 v Antwerpnu očetu Italijanu in mami Belgijki. Prvo igralsko vlogo je imela leta 2008 v flamski kriminalni drami Witse kot Evy Cuypers, nato pa je nastopala tudi v muzikalih, kot sta Annie in Domino. Od leta 2012 do leta 2014 se je pojavila kot Charlotte v flamski operi Familie. Leta 2014 se je predstavila v tretji sezoni The Voice van Vlaanderen, kjer je končala na drugem mestu. Ves čas svojega nastopa je bila članica ekipe Team Koen. Istega leta je izdala svoj prvenec »Outta Here«, ki je dosegel 23. mesto na lestvici belgijskih flamskih singlov.

### 2015 – danes: Pesem Evrovizije
Leta 2015 je izdala svoj drugi singel »Funky Love«. Novembra 2015 je bil Tesoro razglašen za enega od petih udeležencev nacionalnega tekmovanja za nastop na Evroviziji. V prvi oddaji, je zapela pesem »Dum Tek Tek« s katero je Hadise, zastopala Turčijo na Pesmi Evrovizije 2009 . V drugi oddaji se je predstavila s svojo pesmijo »What's the Pressure« in prejela najvišjo oceno televotinga. V finalu je bila 17. januarja 2016 razglašena za zmagovalko po uvrstitvi na prvo mesto tako v belgijski javnosti kot v mednarodni žiriji. Belgijo je zastopala na Evroviziji 2016 v Stockholmu, kjer se je v finalu uvrstila na deseto mesto. Istega leta je Tesoro sodeloval pri flamski različici filma Trolls kot Poppy.
Konec leta 2019 je Tesoro izdal singl »Limits«. Pesem je služila kot glavni singel njenega prvega albuma. Nekaj tednov kasneje je dodala »Press Pause« kot drugi singel, potem ko je 24. oktobra 2019 izdala svoj prvi album.

## Diskografija

### Album
| Naslov | Podrobnosti                                                                                                | Najvišji položaji grafikona |
| Naslov | Podrobnosti                                                                                                | BEL                         |
| ------ | --- | --------------------------- |
| Limits | - Objavljeno: 24. oktobra 2019 - Format: digitalni prenos, CD - Glasbena založba: Sony Music Entertainment | 3.                          |

### Pesmi
- »Outta Here« leta 2014
- »Funky Love« leta 2015
- »What's the Pressure« leta 2016
- »Higher« leta 2017
- »Beast« leta 2017
- »Mutual« leta 2018
- »Up« leta 2019
- »Thinking About You All the Time« leta 2019
- »Limits« leta 2019
- »Press Pause« leta 2019
- »Hold On« leta 2020
- »Brussels by Night« leta 2020
- »Strangers« leta 2020

## Nagrade in nominacije
| Leto | Nagrada                 | Kategorija              | Rezultat  |
| ---- | ----------------------- | ----------------------- | --------- |
| 2016 | NagradeMTV Europe Music | Najboljši belgijski akt | Nominiran |

## Filmografija
| Leto    | Naslov                 | Vloga            | Opombe            |
| ------- | ---------------------- | ---------------- | ----------------- |
| 2008    | Witse                  | Evy cuypers      |                   |
| 2012–14 | Familie                | Charlotte Kennis | 73 epizod         |
| 2015    | Altijd prijs           | Julie Aerts      | 3 epizode         |
| 2016    | Trolovi                | Mak              | Flamska različica |
| 2016    | Moana                  | Moana            | Flamska različica |
| 2018    | Ralph prekine internet | Moana            | Flamska različica |
| 2019    | Studio Tarara          | Plesalka 1       | Epizoda: "1.4"    |